# Pelle Erövraren – Den stora kampen
Pelle Erövraren – Den stora kampen är en svensk musikal av Alexander Öberg och Erik Norberg efter Martin Andersen Nexøs tredje roman om Pelle Erövraren.  
Urpremiären var på Helsingborgs Arena den 28 april 2017. Föreställningen var ett samarbete mellan Helsingborgs stadsteater, Helsingborgs Symfoniorkester och Helsingborg Arena. 
Titelrollen Pelle Karlsson framfördes av Danilo Bejarano. Andra solister som medverkade  var bland annat Malena Laszlo, Tuva Børgedotter Larsen, Evamaria Björk, Bill Hugg, Nils Närman Svensson och Sasha Becker.
Alexander Öberg regisserade föreställningen och Stefan Solyom dirigerade Helsingborgs Symfoniorkester.

## Handling
Pelle Karlsson lämnar ön Bornholm och åker till Köpenhamn där han blir ledare för den framväxande fackföreningsrörelsen. Han tampas med frågan om han ska ta hand om sin lilla kärnfamilj eller vara med och rädda världen och krossa kapitalismen. 